# 槇村正直
槇村 正直（まきむら まさなお、天保5年5月23日（1834年6月29日） - 明治29年（1896年）4月21日）は、日本の官僚、政治家。長州藩士の木戸孝允の腹心。第二代京都府知事、貴族院議員、男爵。幼名・半九郎。

## 経歴
長州藩郷士・丹藤左衛門正純の二男として生まれ、21歳で槇村満久の養子となる。藩右筆役を経て明治元年(1868年）、議政官史官試補となる。同年、京都府に出仕。
権大参事、大参事、参事などを歴任。小野組転籍事件を起こし明治6年（1873年）10月に勾留され、同年12月31日に罰金30円の判決を受けた。
明治8年（1875年）7月に京都府知事となる。熱心に廃仏毀釈を行い、京都における廃仏毀釈と文化財破壊は苛烈を極める。また、東京奠都により人口が減少し、荒廃した京都の復興に尽力した。
明治13年（1880年）5月、京都府会の同意を得ず地租追徴を決定する。山本覚馬が議長を務める府会は反発すると、槇村は追徴を撤回し府会に追徴議案を提出し、議案は可決する。
明治14年（1881年）1月、元老院議官となる。明治20年（1887年）5月24日、男爵を授爵し華族となる。明治23年（1890年）2月から行政裁判所長官となり、また同年7月に貴族院議員（男爵議員）となり、ともに死去するまで務めた。
明治28年（1896年）4月21日に死去。死後、爵位は長男・正介が継承したが、昭和5年（1930年）に嗣子なく没したため、家系は断絶している。墓は青山霊園にあったが無縁仏となり撤去された。

## 仕事

### 京都の廃仏毀釈・文化財破壊の主導
長州藩士の木戸孝允の腹心で、木戸により京都藩に送り込まれ、公家の長谷信篤が初代京都府知事だった時から実質的に京都を牛耳っていた。第二代京都府知事となり、熱心に廃仏毀釈を主導し、京都における廃仏毀釈と文化財破壊は非常に激しいものとなった。
槇村正直は、感神院祇園社を八坂神社に改組し本地仏の薬師如来を撤去、北野天満宮を北野神社に改名し境内の寺院をすべて撤去解体、方広寺の敷地の大部分を接収して鐘楼を破壊し、四条大橋の造営費に充てるために寺院に銅製の仏具の寄進を命じて由緒ある多くの名器を接収して溶かし、京都市内の路傍にある地蔵や石仏の撤去を命令（二条城の火の見櫓の台座は地蔵を集めてつくられた）。彼の政策の下、京都三山は次々と禿山と化し、京都の文化・美観は大きく損なわれた
また、仏教的だという理由で、三月と五月の節句、七月の七夕、五山の送り火、精霊流し、地蔵盆、盆踊りを禁止（反対の声は少なくなく、五山の送り火等は、槇村正直が知事を退任すると復活している）。

### 京都府知事として行った近代化政策
小学校の開設（明治2年）、舎密局（官営の理化学学校、旧制高校の前身）の創建（明治3年）、京都博覧会の開催（明治4年）、都をどりの創設（明治5年）、新京極の造営（明治5年）、女紅場の創建（明治5年）といった代化政策を行った。明治4年（1871年）10月に開かれた第1回京都博覧会に際し、春季の博覧会の余興として槇村が祇園の芸妓・舞妓の舞を公開させたのが都をどりの始まりとされている。
また、明治9年（1876年）、府令をもって「撃剣の稽古をなす者は国事犯嫌疑者として監禁する」とし、剣術を禁止した。

## 親族
- 長男：槙村正介 慶応元年7月12日（1865年）- 1930年（昭和5年）

ドイツ帝国に留学し、10年間研学に励む。帰国後、第二高等学校で教鞭をとっていたが、1896年（明治29年）5月家督を相続し襲爵したためその職を辞した。

## 栄典
位階
- 1885年（明治18年）10月1日 - 正四位[8]
- 1886年（明治19年）10月20日 - 従三位[9]
- 1892年（明治25年）2月13日 - 正三位[10]

勲章等
- 1887年（明治20年）11月25日 - 勲二等旭日重光章[11]
- 1889年（明治22年）11月25日 - 大日本帝国憲法発布記念章[12]
- 1891年（明治24年）3月30日 - 勲一等瑞宝章[13]